# Ligne 114 (chemin de fer slovaque)
La ligne 114 des chemins de fer Slovaque relie Kúty à Sudoměřice nad Moravou en République tchèque.

## Historique

### Mise en service à une voie
- Kúty - Sudoměřice nad Moravou 27 octobre 1891[2].